# Walter Magnifico
Walter Magnifico (nació el 18 de junio de 1961 en San Severo, Italia) fue un jugador de baloncesto de Italia.

## Biografía
Ha sido uno de los primeros jugadores italianos en formar parte de un equipo de la NBA. En 1986 después del campeonato del mundo disputado en España recibió una invitación de los Atlanta Hawks del entrenador Mike Fratello, para disputar la liga de verano estadounidense.

## Clubes
- 1971-1979 Cestistica San Severo
- 1979-1980 Fortitudo Bologna
- 1980-1996 Scavolini Pesaro
- 1996-1997 Virtus Bologna
- 1997-1998 Virtus Roma
- 1998-2001 Scavolini Pesaro